# تاریخ طب و طبابت در ایران
تاریخ طب و طبابت در ایران (از عهد قاجار تا پایان عصر رضاشاه) به روایت اسناد کتابی از محسن روستایی است که در سال ۱۳۸۲ منتشر و در مراسم کتاب سال جمهوری اسلامی ایران به‌عنوان کتاب برگزیده معرفی شد.